# Acanthiza uropygialis
Acantiza-d'uropígio-castanho ou acantiza-de-rabadilha-encarnada (Acanthiza uropygialis) é uma espécie de ave da família Pardalotidae.
É endémica da Austrália.

## Subespécies
- Acanthiza uropygialis uropygialis
- Acanthiza uropygialis augusta